# Pácoro II de Pérsis
Pácoro II (em latim: Pacorus; em grego: Πάκορος; romaniz.: Pákoros; em parta: Pakor) foi o rei de Pérsis sob a suserania do Império Arsácida na primeira metade do século I. Era filho de Oxatres I e sucessor de Pácoro I. Foi o primeiro governante de Pérsis a colocar seu nome no anverso de suas moedas, algumas das quais mostram uma estrela de três pontas no reverso, cujo significado não é claro.

## Nome
Pácoro (Pacorus; Πάκορος, Πακώρος, Παχορος, Pákoros, Pakṓros, Pachoros), Pacores (Πακορης, Pakorēs), Pácuro (Πάκουρος, Pákouros), Pacúrio (Pacurius; Πακούριος, Pakoúrios) ou Bacúrio (Bacurius; Βακούριος, Bakoúrios) são as formas latina e grega do iraniano médio Pacur (Pakur), derivado do iraniano antigo Baguepur (bag-puhr), "filho de um deus". Foi registrado em armênio (Բակուր) e georgiano (ბაკური) como Bacur (Bakur), em siríaco como Pacor (ܦܩܘܪ, Paqor), em gandari como Pacura (𐨤𐨐𐨂𐨪) e em aramaico como Pacur (𐡐𐡊𐡅𐡓𐡉, pkwry).